# Decenija
Decenija – jedenasty album studyjny serbskiej piosenkarki Cecy Ražnatović. Płyta ukazała się 15 października 2001 roku nakładem wytwórni Grand Production. Materiał nagrano w Studio Lucky Sound. Album był promowany podczas trasy koncertowej Decenija.

## Lista utworów
| Nr  | Tytuł utworu      | Słowa                                                          | Muzyka                | Długość |
| --- | ----------------- | -------------------------------------------------------------- | --------------------- | ------- |
| 1.  | „Zabranjeni grad” | Aleksandar Milić Mili, Marina Tucaković, Ljiljana Jorgovanović | Aleksandar Milić Mili | 4:45    |
| 2.  | „Brže, brže”      | Marina Tucaković, Ljiljana Jorgovanović                        | Aleksandar Milić Mili | 3:40    |
| 3.  | „39,2”            | Marina Tucaković, Ljiljana Jorgovanović                        | Aleksandar Milić Mili | 4:53    |
| 4.  | „Dragane moj”     | Marina Tucaković, Ljiljana Jorgovanović, Dobrinko Popić        | Dobrinko Popić        | 3:49    |
| 5.  | „Zadržaću pravo”  | Marina Tucaković, Ljiljana Jorgovanović                        | Aleksandar Milić Mili | 4:10    |
| 6.  | „Bruka”           | Marina Tucaković, Ljiljana Jorgovanović                        | Aleksandar Milić Mili | 3:18    |
| 7.  | „Batali”          | Marina Tucaković, Ljiljana Jorgovanović                        | Aleksandar Milić Mili | 3:53    |
| 8.  | „Decenija”        | Marina Tucaković, Ljiljana Jorgovanović                        | Aleksandar Milić Mili | 4:35    |
| 9.  | „Tačno je”        | Marina Tucaković, Ljiljana Jorgovanović                        | Phoebus               | 4:34    |
| 10. | „Nemoj mi prići”  | Marina Tucaković, Ljiljana Jorgovanović                        | Dobrinko Popić        | 4:54    |
|     |                   |                                                                |                       | 42:31   |

## Wideografia
- Zabranjeni grad
- Dragane moj
- 39,2
- Bruka
- Batali

## Twórcy
- Ceca Ražnatović – śpiew
- Ivana Ćosić, Aleksandar Radulović Futa – wokal wspierający
- Aleksandar Milić Mili – wokal wspierający, aranżacje, produkcja muzyczna
- Dragan Kovačević Struja – wokal wspierający, akordeon, instrumenty klawiszowe, aranżacje
- Dragan Ivanović – gitara akustyczna, gitara elektryczna, aranżacje
- Ivica Maksimović – buzuki, gitara elektryczna
- Nenad Gajin Coca – gitara elektryczna
- Marko Milivojević – perkusja, aranżacje
- Ivica Mit – saksofon, klarnet, fagot
- Dragan Ristovski – trąbka
- Đorđe Janković – miks, aranżacje
- Dragan Vukićević – miks
- Dragan ŠuhART – opracowanie graficzne
- Dejan Milićević, Ivan Milijić – fotografie
- Ivan Vački – fryzury
- Dragan Vurdelja – makijaż
- Nenad Todorović – stylizacje[1]